# Riccardia smaragdina
Riccardia smaragdina là một loài rêu trong họ Aneuraceae. Loài này được Meenks & C. De Jong mô tả khoa học đầu tiên năm 1985.